# Йосипівка (Рівненський район)
Йосипі́вка — село в Україні, у Рівненському районі Рівненської області. Населення становить 129 осіб.

## Географія
Село розташоване на лівому березі річки Усті.

## Населення
Згідно з переписом УРСР 1989 року чисельність наявного населення села становила 154 особи, з яких 73 чоловіки та 81 жінка.
За переписом населення України 2001 року в селі мешкало 129 осіб. 100 % населення вказало своєю рідною мовою українську мову.